# Dominanta (hudba)

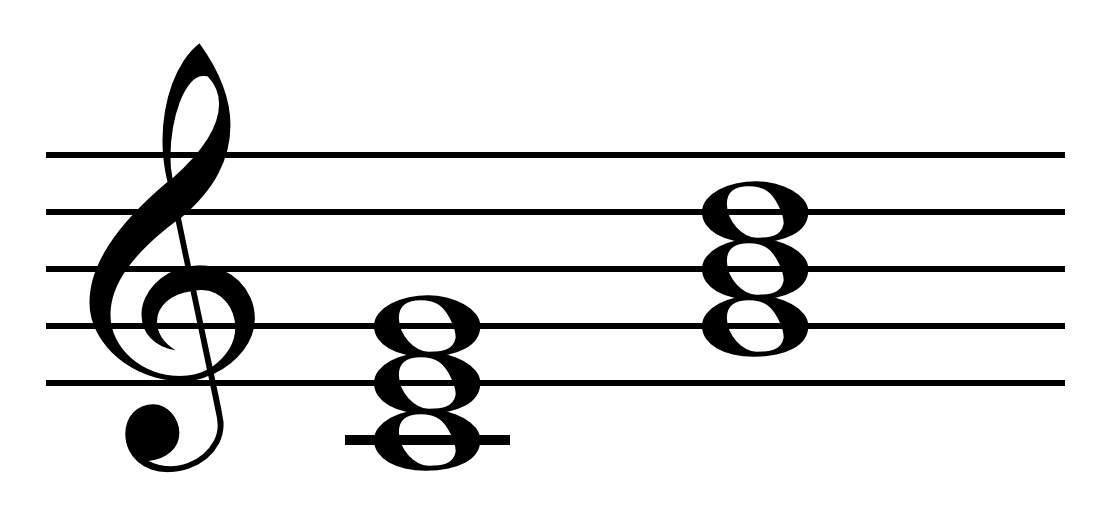
Zápis dominanty a tóniky v notové osnově

V rámci hudební teorie termín dominanta označuje pátý tón diatonické stupnice nebo souzvuk na něm postavený. V durové tónině je mezi tónikou a dominantou vzdálenost čisté kvinty. Jsou ovšem tóniny, ve kterých může být dominanta chápána i na jiném než pátém stupni (např. dórské tónině na VII, frygické na II, lydické na II, mixolydické na VII, aiolské na VII).
Ve stupnici C dur (stupnice, která zní, pokud se začne na tónu C a hrají se pouze bílé klávesy klavíru) je dominantou nota G. Dominantní kvintakord postavený v tónině C dur je souzvuk G-H-D. V hudební teorii se dominantní souzvuk označuje písmenem D nebo římskou číslicí V (durový) nebo v (mollový). Tercie (prostřední tón) dominantního kvintakordu je citlivým tónem: leží půl tónu pod tónikou a rozvádí se do ní půltónovým krokem vzhůru (v příkladě výše uvedeném tedy rozvádíme tercii dominantního kvintakordu, tón H, do tónu C).
Dominantní septakord navíc obsahuje malou septimu, a díky ní plní funkci dominanty ještě přesvědčivěji, neboť mezi citlivým tónem a septimou je silně disonantní tritón (zmenšená kvinta). Septima se rozvádí půltónovým krokem dolů (tedy do tónické tercie; v příkladě výše tedy rozvádíme septimu dominantního septakordu, tón F, do tónu E). Disonantní tritón tedy při rozvodu přechází v konsonantní tercii tónického kvintakordu.
Dominanta spolu s tónikou a subdominantou tvoří základní harmonické funkce.